# Lago Amaramba
El lago Amaramba es un lago poco profundo en Mozambique, cerca de la frontera con Malawi. Localizado en la meseta de Niassa, se encuentra al norte del lago Chiuta. Ambos lagos se encuentran separados por una dorsal arenosa por la que discurre un canal de agua que los une. En el lado oeste de esta corriente de agua emerge el río Msambiti, mientras que, en el lado oriental, nace el río Lugenda, más importante. El lago Amaramba se une intermitentemente al río Lugenda, que es a su vez tributario del río Ruvuma.

## Geografía
El lago Amaramba es en parte pantano y en parte aguas abiertas sobre un área total de 8.350 hectáreas (83,5 km²). Las aguas abiertas ocupan unas 4.350 hectáreas y los pantanos las cuatro mil hectáreas restantes. Se encuentra entre las coordenadas 14°22′00″S 35°52′00″E / -14.36667, 35.86667 y 14°40′00″S 35°58′00″E / -14.66667, 35.96667 y a un altitud de 635 metros. Formado en una depresión poco profunda, el lago es un pantano en sus lados sur y oriental. Mide 35,25 km de longitud y tiene una anchura media de 1,2 km. Está orientado de norte a sur, con una ligera inclinación de NNE a SSW.
Su cuenca de drenaje entra parcialmente en Malawi, con una corriente menor que alimenta el lago por el sur. La principal entrada de agua se da por el canal de 9 km que lo une al lago Chiuta. Durante la época seca, los dos lagos forman una sola masa de agua que inunda toda el área. El agua sobrante del lago alimenta el río Lugenda, derramándose hacia el este, para formar parte de la amplia cuenca del río Ruvuma. 
El lago Amaramba tiene las características de un ancho río; sin embargo, es estrecho en comparación con el lago Chiuta, que tiene forma triangular.
Durante la estación de las lluvias, ambos lagos contribuyen a enriquecer la tierra con su aportación de limo a los terrenos circundantes.
La población más cercana al lago es Cacova, en su lado occidental. La orilla sudoriental del algo está poblada por los lomwe makua.

## Flora y fauna
El sistema del Amaramba y el Chiuta poseía en el pasado una rica vida salvaje que quedó muy reducida por la guerra civil, que propició la caza furtiva. La fauna piscícola sufrió las consecuencias de la emigración del vecino Malawi. Para evitar la destrucción completa, el Fondo Mundial para la Naturaleza (WWF) y OXFAM GB han iniciado medidas para detener las prácticas ilegales, implicando a la población nativa.